# Saison 1997-1998 de l'Élan sportif chalonnais
Saison 1997-1998 de l'Élan chalon en Pro A, avec une douzième place pour sa deuxième saison dans l'élite.

## Effectifs
| Nationalité | Joueur            | Taille |
| ----------- | ----------------- | ------ |
|             | Charlie Burke     | 1,93 m |
|             | Duane Simpkins    | 1,82 m |
|             | Kent Hill         | 1,98 m |
|             | Maurice Smith     | 1,98 m |
|             | David Robinson    | 2,06 m |
|             | Ahmadou Keita     | 1,93 m |
|             | Emmanuel Schmitt  | 1,94 m |
|             | Christian Garnier | 1,98 m |

| Nationalité | Joueur            | Taille |
| ----------- | ----------------- | ------ |
|             | Thierno Gueye     | 2,05 m |
|             | Samuel Saint-Jean | 1,80 m |
|             | Cyril Delcombel   | 1,81 m |
|             | Rodrigue Moulin   | 1,98 m |

| Nationalité | Joueur                  | Taille |
| ----------- | ----------------------- | ------ |
|             | Casey Schmidt (coupé)   | 1,95 m |
|             | Derek Stewart (coupé)   | 2,00 m |
|             | Charles Pittman (coupé) | 2,04 m |

## Matchs

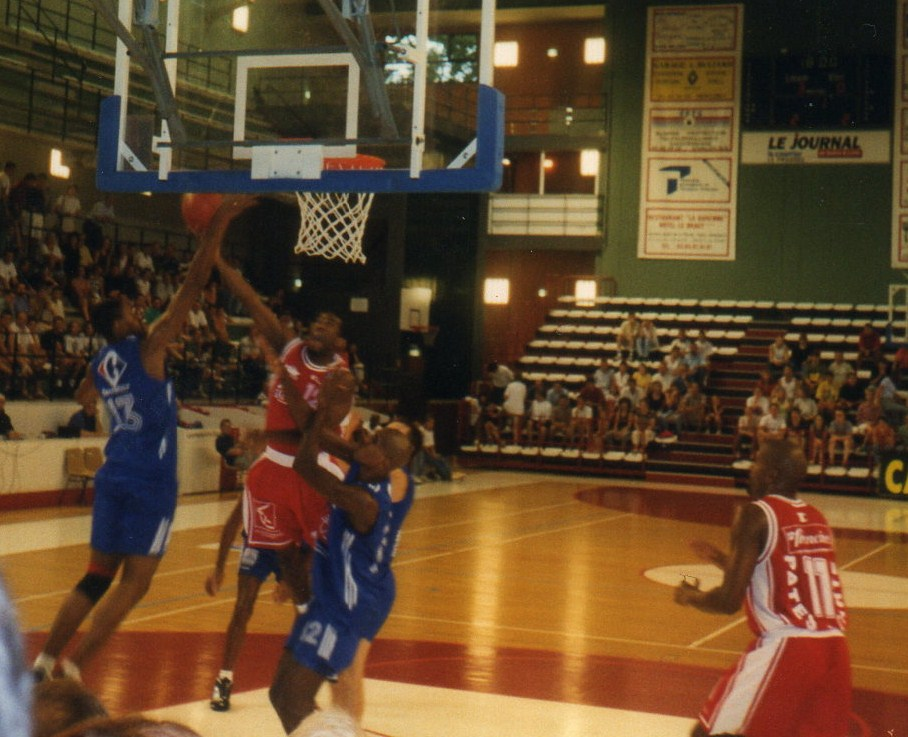
Match amical contre Dijon en 1997

### Matchs amicaux
Avant saison
- Chalon-sur-Saône / Dijon : 99-86
- Chalon-sur-Saône / Besançon : 78-67 (Tournoi de Bourgogne à Dijon)
- Dijon /Chalon-sur-Saône  : 85-64 (Tournoi de Bourgogne à Dijon)
- Villeurbanne /Chalon-sur-Saône  : 90-87 (à Aix-les-Bains)
- Chalon-sur-Saône / Nancy : 76-62
- Maurienne / Chalon-sur-Saône : 76-71 (à Albertville)
- Le Mans / Chalon-sur-Saône : 69-53
- Villeurbanne / Chalon-sur-Saône : 85-76 (Tournoi de Roanne)
- Roanne / Chalon-sur-Saône : 74-88 (Tournoi de Roanne)
- Chalon-sur-Saône / Limoges : 82-72 (à Quimper)
- Chalon-sur-Saône / Tally (Allemagne) : 87-57 (Tournoi de Besançon)
- Besançon / Chalon-sur-Saône : 56-43 (Tournoi de Besançon)

### Championnat

#### Matchs aller
- Paris / Chalon-sur-Saône : 60-38
- Chalon-sur-Saône / Limoges : 84-69
- Le Mans / Chalon-sur-Saône : 61-67
- Chalon-sur-Saône / Antibes : 84-89
- Pau-Orthez / Chalon-sur-Saône : 71-59
- Chalon-sur-Saône / Villeurbanne : 38-89
- Dijon / Chalon-sur-Saône : 61-65
- Chalon-sur-Saône / Toulouse : 73-76
- Évreux / Chalon-sur-Saône : 66-68
- Chalon-sur-Saône / Strasbourg : 91-81
- Gravelines / Chalon-sur-Saône : 74-82
- Chalon-sur-Saône / Besançon : 78-81
- Nancy / Chalon-sur-Saône : 90-60
- Montpellier / Chalon-sur-Saône : 83-63
- Chalon-sur-Saône / Cholet : 58-73

#### Matchs retour
- Limoges / Chalon-sur-Saône : 83-74
- Chalon-sur-Saône / Le Mans : 76-85
- Antibes / Chalon-sur-Saône : 85-58
- Chalon-sur-Saône / Pau-Orthez : 81-73
- Villeurbanne / Chalon-sur-Saône : 79-61
- Chalon-sur-Saône / Dijon : 77-71 (Après prolongation)
- Toulouse / Chalon-sur-Saône : 81-73
- Chalon-sur-Saône / Évreux : 84-77
- Strasbourg / Chalon-sur-Saône : 65-77
- Chalon-sur-Saône / Gravelines : 92-80
- Besançon / Chalon-sur-Saône : 79-73
- Chalon-sur-Saône / Nancy : 81-73
- Chalon-sur-Saône / Montpellier : 66-77
- Cholet / Chalon-sur-Saône : 84-65
- Chalon-sur-Saône / Paris : 64-73

Extrait du classement de Pro A 1997-1998

### Coupe de France

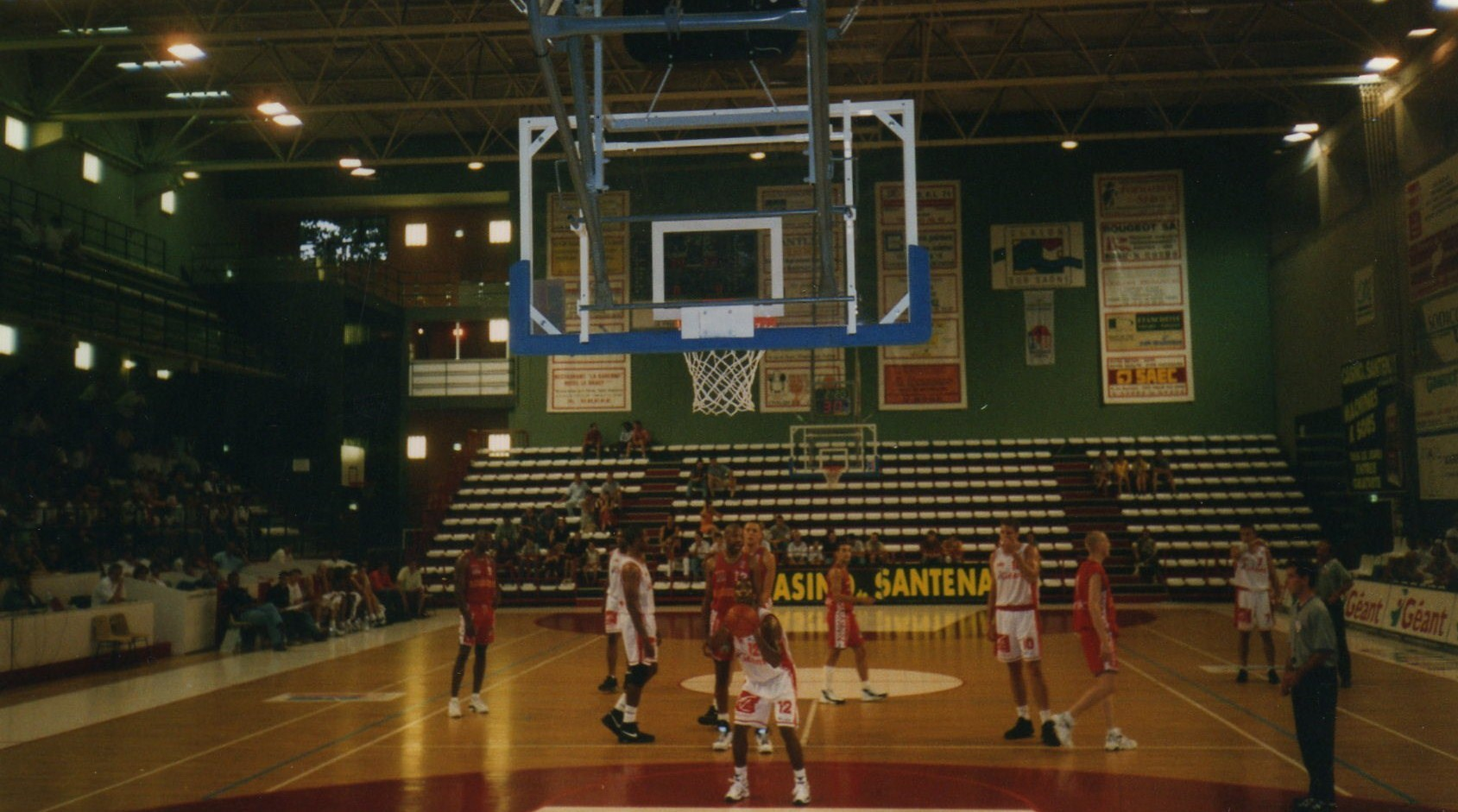
Match amical à la Maison des Sports en 1997.